# هم‌افزایی
هم‌افزایی یا سینرژی (به انگلیسی: Synergy) ساخت یک «کل» است که حاصل آن از جمع ساده تک تک اجزا بیشتر می‌شود.

## تعاریف و کاربردها
هم‌افزایی معمولاً اینگونه تعریف می‌شود:
هنگامی که دو یا چند عنصر، جریان یا عامل با هم همیاری و برهمکنش (تعامل) داشته باشند معمولاً اثری به وجود می‌آید. اگر این اثر از مجموع اثرهایی که هر کدام از آن عناصر جداگانه می‌توانستند به وجود آورند بیشتر شود در اینصورت پدیده هم‌افزایی رخ داده‌است.
مقدار هم‌افزایی را می‌توان با محاسبه برآیند کار گروهی و از سوی دیگر محاسبه مجموع نتیجه کار تک تک افراد در حالت کار جدا و تکی و سپس کسر کردن نتیجه محاسبه نخست از دوم بدست آورد.
از موارد کاربرد آن می‌توان به علم سم‌شناسی اشاره کرد؛ مثلاً در بخش سمیت حلال‌های آلی، تترا کلرید کربن و استایرن دارای اثرات هم افزایی یا سینرژیسم یا Synergism هستند. در صورتی که تولوئن و زایلن اثرات تقویتی یا تجمعی یا Addictive دارند.
همچنین در حیطه سم‌شناسی می‌توان به اثر Synergism مصرف سیگار و مواجهه با آزبست (در جریان ابتلا به سرطان ریه) اشاره کرد.
سینرژی یا هم‌افزایی را می‌توان در طبیعت مشاهده کرد.
حرکات دسته جمعی و V شکل غازهای وحشی نمونهٔ بارزی از سینرژی است یا مسابقات دوچرخه سواری تیمی که دوچرخه سواران هر تیم پشت سر هم در یک خط راست حرکت می‌کنند و مداوم جای نفر اول تعویض می‌شود تا شکافتن هوا در کل گروه انجام شود و بازده یا راندمان کل تیم بالا رود.
- در ساده‌ترین توصیف می‌توان گفت که برآیند نیروی جمعی از جمع تک تک نیروها بیشتر است.
- به این مفهوم که رابطهٔ اجزاء با یکدیگر جزئی جداگانه تلقی می‌شود. انرژی آزاد شده ازسوی افرادی که دارای روحیهٔ تیمی هستند، انرژی کلی به نام سینرژی را ایجاد می‌کند.
- جلوه‌هایی از نیروی جمعی را در همه جای طبیعت می‌توان یافت. برای مثال اگر دو گیاه را نزدیک هم بکارید، ریشه‌های آن‌ها در هم می‌آمیزد و کیفیت خاک را بهبود می‌بخشد و در پرتوی این تعاون و همبستگی هر دو بهتر رشد می‌کنند. یا وزنی که دو قطعه چوب تحمل می‌کنند بسیار بیشتر از مجموع وزنی است که هریک به تنهایی تاب می‌آورند. روحیهٔ تیمی معادلات ریاضی را به هم می‌زند. به بیان دیگر در مبحث نیروی جمعی ۱+۱=۲ یا بیشتر. در سیستم‌های پیچیده به این پدیده ظهور می‌گویند.